# Carlos Torres Garcés
Carlos Torres Garcés (Esmeraldas, Provincia de Esmeraldas, Ecuador, 15 de agosto de 1951) es un exfutbolista y entrenador ecuatoriano que actualmente no tiene equipo

## Trayectoria
Su primer club fue El Nacional de Quito. Con ese equipo fue campeón nacional una sola vez. En 1975 viajó al fútbol mexicano y fue parte de equipo campeón con el Toluca. En 1976 volvió al fútbol ecuatoriano, al Emelec de Guayaquil. Con dicho club jugó 5 temporadas quedando campeón en 1979 y siendo figura. Ese mismo año disputó la Copa América 1979 con la Selección ecuatoriana de fútbol.
En 1981 pasó al Barcelona de la misma ciudad, donde fue nuevamente campeón nacional. En 1984 fue traspasado al Nueve de Octubre, club donde no fue campeón y solo tuvo que conformarse con el vicecampeonato. En 1985 se retiró del fútbol.
En el fútbol ecuatoriano hizo más de 100 goles.

### Como entrenador
Al poco tiempo de retirarse del fútbol, comenzó a dirigir en las divisiones formativas de Emelec. Ya en Primera División quedó campeón en 1994 con ese club. Lo volvió a dirigir por tercera vez en el 2006 obteniendo el vicecampeonato y disputando la Copa Libertadores 2007, antes lo había dirigido en 1997. En el 2008 dirigió algunos partidos con el Deportivo Azogues. 
También dirigió a la selección de fútbol entre 1993 y 1994.

## Selección nacional
Ha sido internacional con la Selección de fútbol de Ecuador en 17 ocasiones.

### Participaciones internacionales
- Eliminatorias al Mundial España 1982.
- Copa América 1979.

## Clubes
| Club             | País    | Año       |
| ---------------- | ------- | --------- |
| El Nacional      | Ecuador | 1970-1975 |
| Toluca           | México  | 1975      |
| Emelec           | Ecuador | 1976-1980 |
| Barcelona        | Ecuador | 1981-1982 |
| Nueve de Octubre | Ecuador | 1984-1985 |

## Palmarés

### Como futbolista
| Título                 | Club        | País    | Año  |
| ---------------------- | ----------- | ------- | ---- |
| Campeonato Ecuatoriano | El Nacional | Ecuador | 1973 |
| Campeonato Mexicano    | Toluca      | México  | 1975 |
| Campeonato Ecuatoriano | Emelec      | Ecuador | 1979 |
| Campeonato Ecuatoriano | Barcelona   | Ecuador | 1981 |

### Como entrenador
| Título                 | Club   | País    | Año  |
| ---------------------- | ------ | ------- | ---- |
| Campeonato Ecuatoriano | Emelec | Ecuador | 1994 |